# 福井地方検察庁
福井地方検察庁（ふくいちほうけんさつちょう）は、福井県福井市にある日本の地方検察庁の一つで、福井県を管轄している。略称は、福井地検（ふくいちけん）。
福井県を管轄しており、福井市に設置されている本庁のほか、武生、敦賀に支部を設置している。

## 所在地
- 本庁 - 福井市春山1丁目1-54 福井春山合同庁舎　北緯36度4分4.8秒 東経136度13分1.6秒 / 北緯36.068000度 東経136.217111度
JR北陸新幹線、越美北線、ハピラインふくいハピラインふくい線、えちぜん鉄道勝山永平寺線 福井駅から徒歩約15分
福井鉄道福武線 仁愛女子高校電停から徒歩約1分
京福バス 「裁判所前」バス停から徒歩約2分
えちぜん鉄道三国芦原線 田原町駅から徒歩約10分

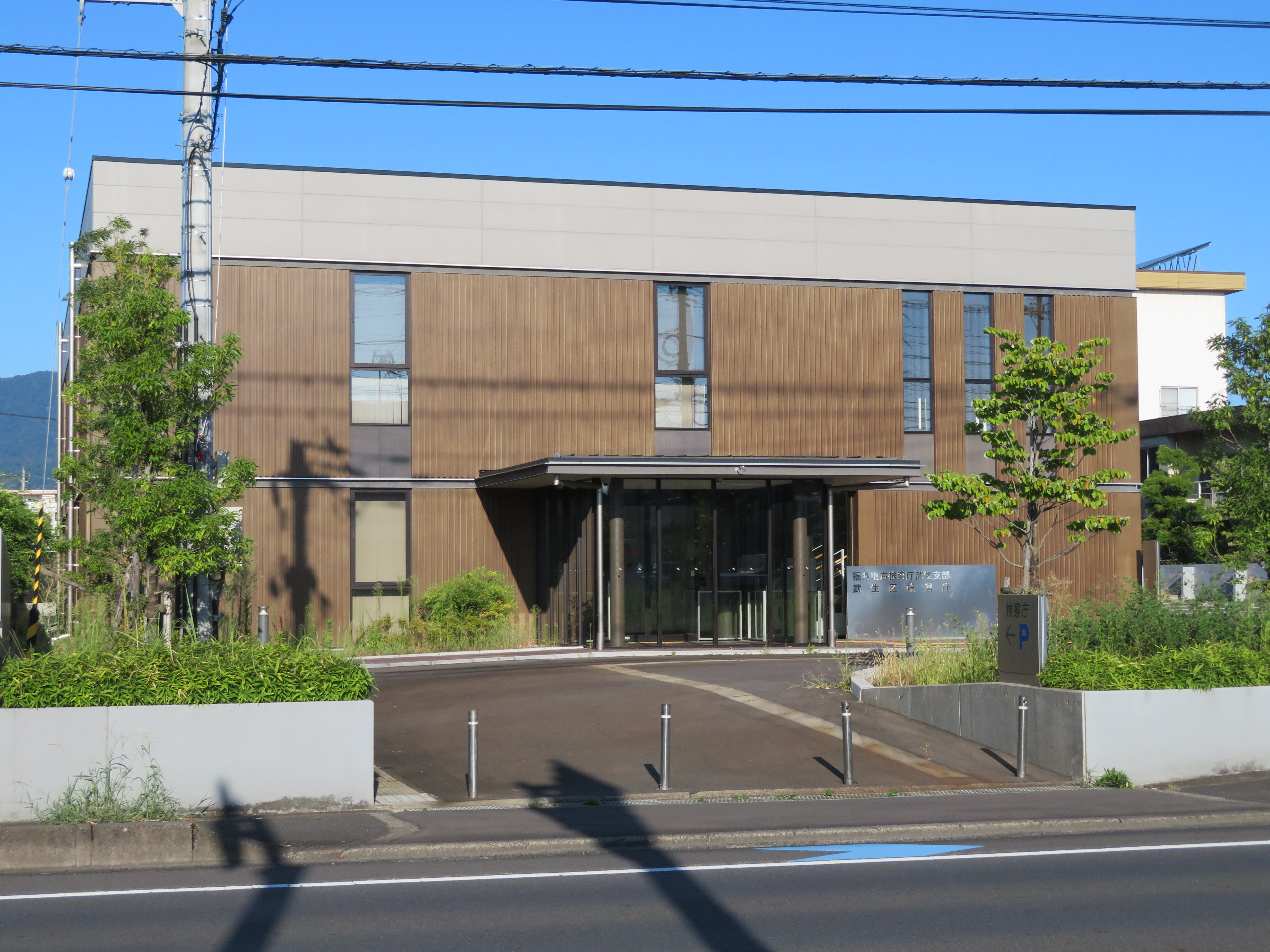
武生支部 - 越前市上太田町第41号1-8　北緯35度54分11.5秒 東経136度9分1.3秒 / 北緯35.903194度 東経136.150361度
ハピラインふくい線 武生駅から徒歩約30分
福鉄バス 「シピィ」バス停から徒歩3分
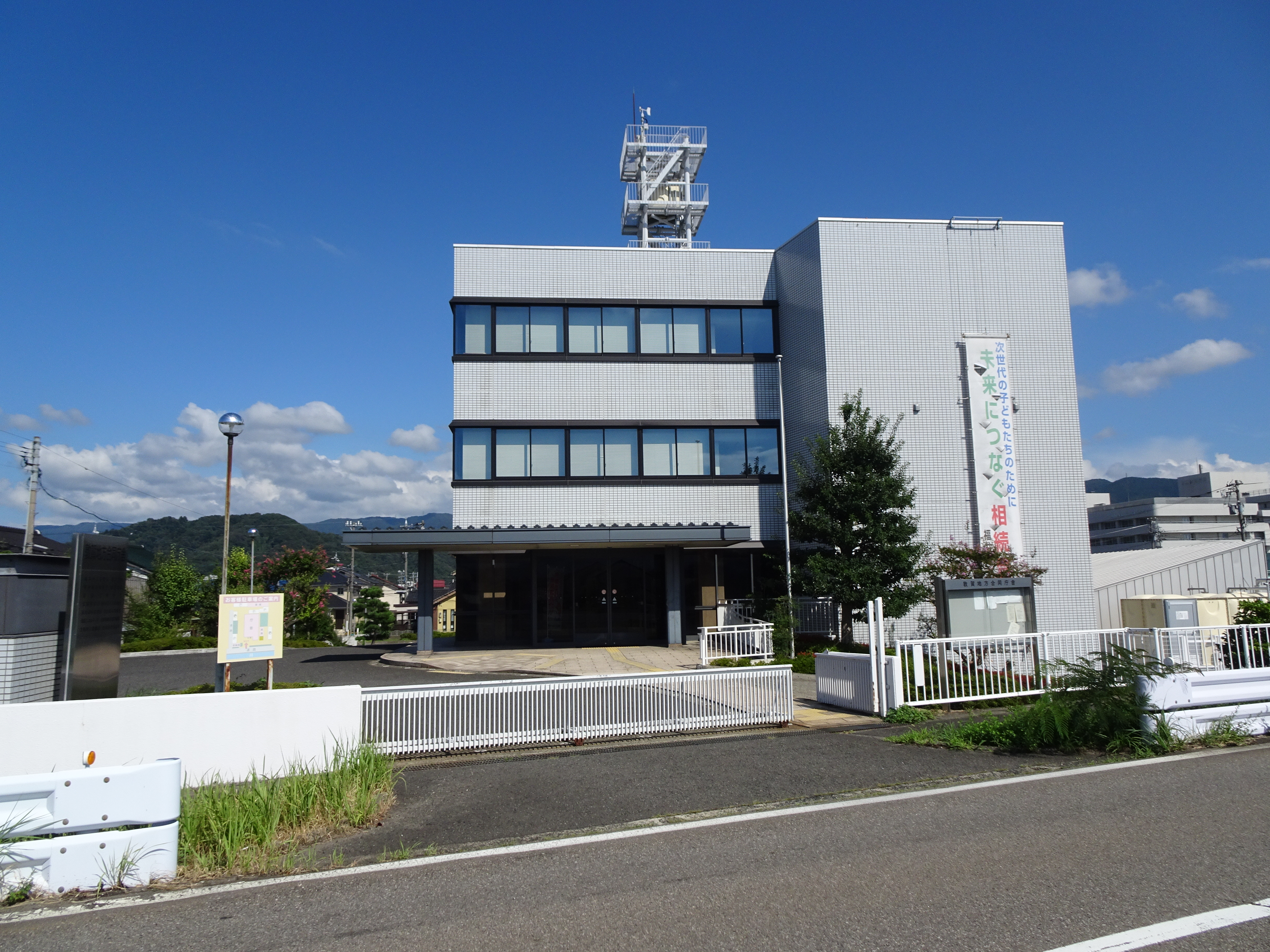
敦賀支部 - 敦賀市松栄町7-28 敦賀地方合同庁舎　北緯35度39分13.9秒 東経136度3分42.7秒 / 北緯35.653861度 東経136.061861度
JR北陸新幹線、北陸本線、小浜線、ハピラインふくい線 敦賀駅から徒歩約30分
福鉄バス、敦賀市コミュニティバス「市立病院前」バス停から徒歩約3分

- 武生支部
- 敦賀支部

## 管轄
- 本庁
  - 福井区検察庁（福井市・あわら市・坂井市・吉田郡）
  - 大野区検察庁（大野市・勝山市）
- 武生支部
  - 武生区検察庁（越前市・鯖江市・南条郡・今立郡・丹生郡）
- 敦賀支部
  - 敦賀区検察庁（敦賀市・三方郡・三方上中郡若狭町（相田・生倉・井崎・岩屋・上野・上瀬・海山・小川・北前川・気山・倉見・東黒田・佐古・島の内・塩坂越・成願寺・白屋・世久見・田井・田上・館川・田名・中央・常神・鳥浜・成出・能登野・藤井・三方・神子・南前川・向笠・遊子・横渡）
  - 小浜区検察庁（小浜市、大飯郡、三方上中郡若狭町（敦賀簡易裁判所の管轄区域を除く）